# Rosa majalis
Rosa majalis là loài thực vật có hoa trong họ Hoa hồng. Loài này được Herrmann miêu tả khoa học đầu tiên.

## Hình ảnh

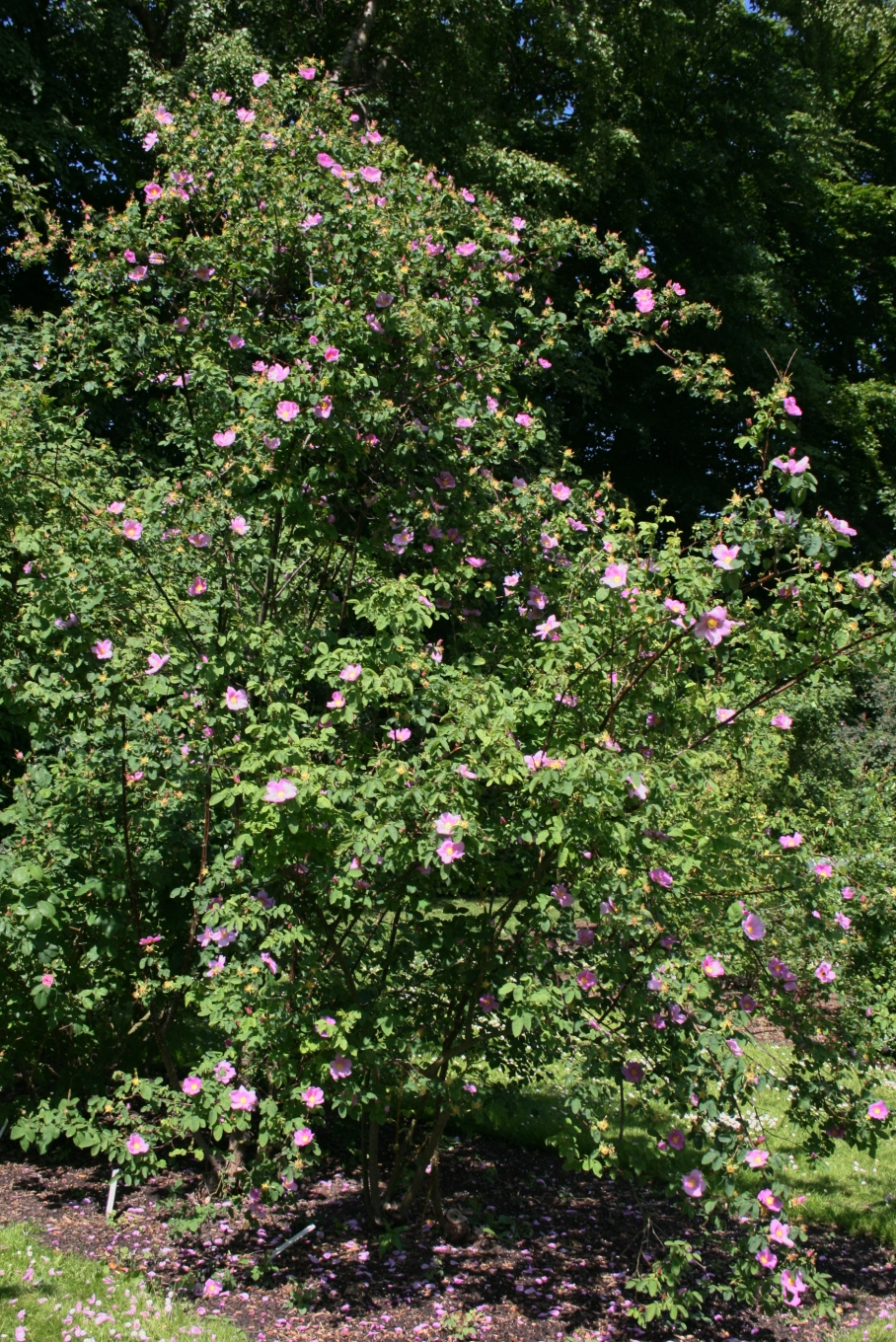
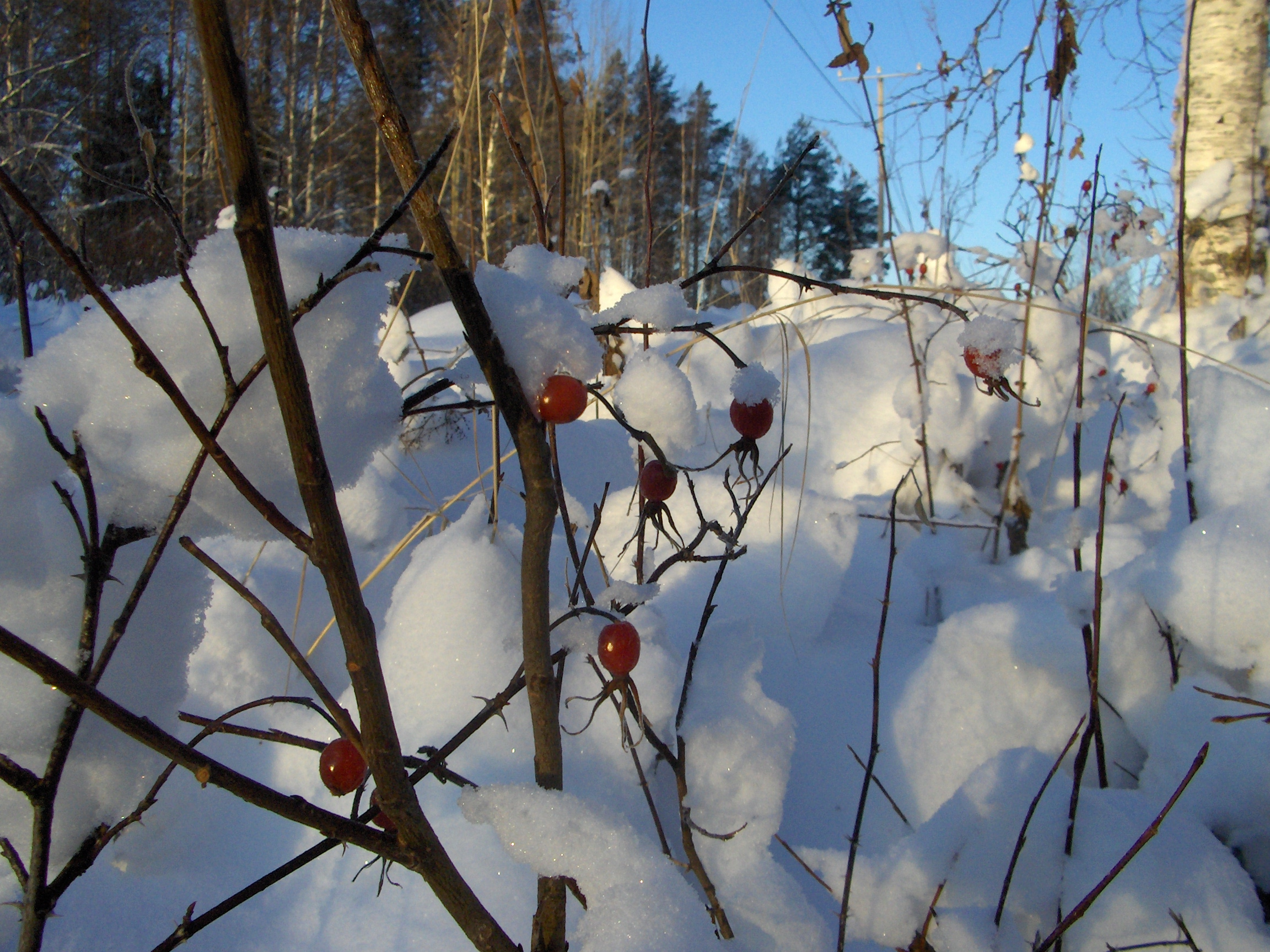
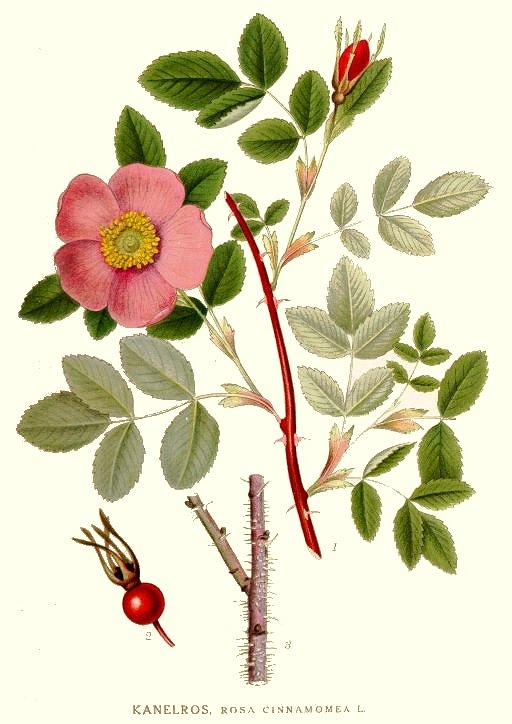
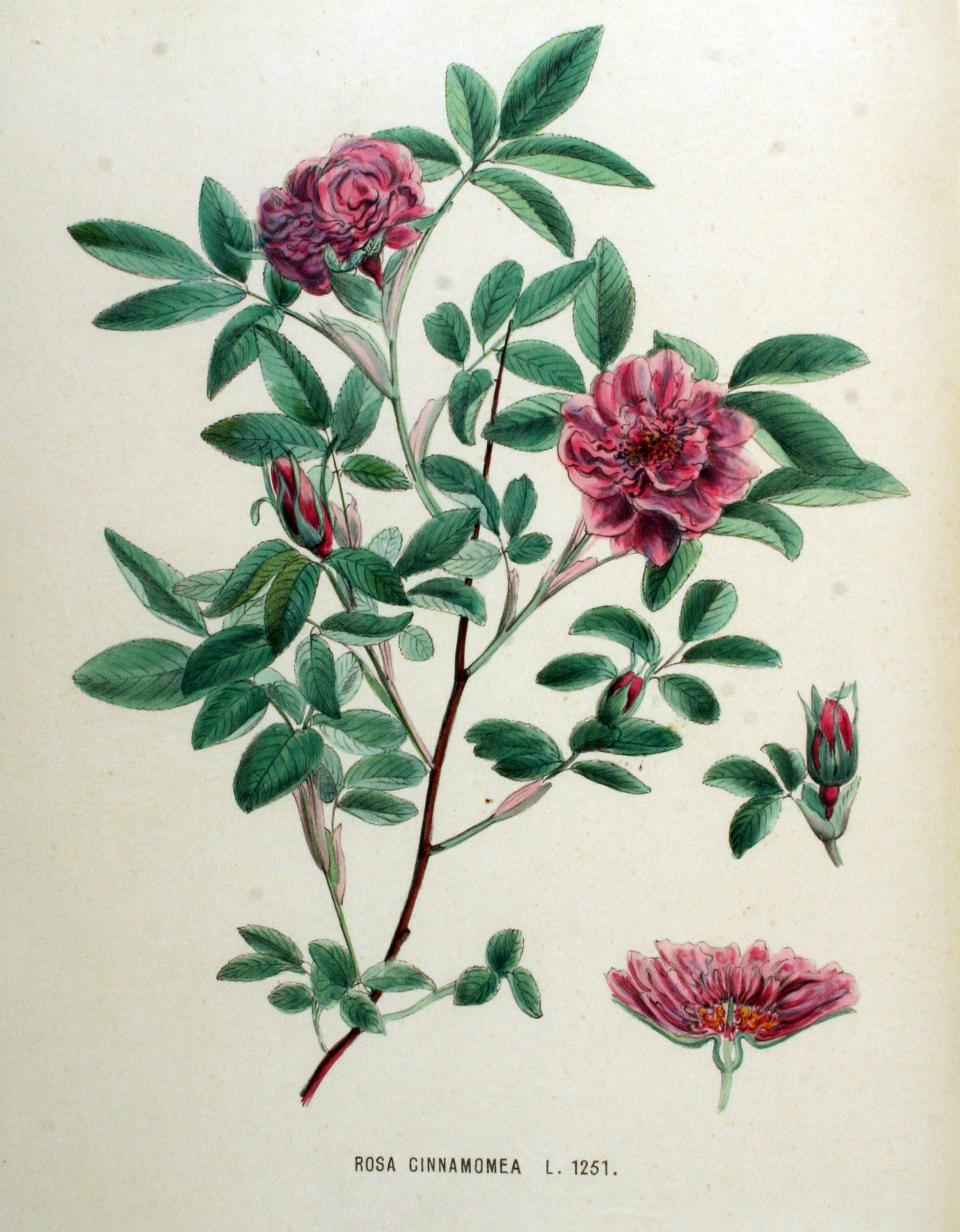